# Eclipse RCP
Eclipse RCP (ang. Eclipse Rich Client Platform) – framework do tworzenia aplikacji desktopowych w języku programowania Java na bazie bibliotek SWT oraz JFace. Podobnie jak wszystkie projekty nadzorowane przez Fundację Eclipse, jest on udostępniany na licencji Eclipse Public License.
Na oficjalnej stronie można znaleźć definicję, zgodnie z którą Eclipse RCP jest minimalnym zestaw wtyczek, dzięki którym można zbudować aplikację w technologii Rich Client Platform. Do tych podstawowych rozszerzeń zaliczane są następujące komponenty:
- Eclipse Runtime,
- SWT,
- JFace,
- Workbench,
- inne wymagane przez wyżej wymienione komponenty.

## Terminologia
Wtyczki z jakich zbudowana jest aplikacja nazywane są pluginami. Pluginy mogą być "pakowane" w feature'y, które stanowią zbiór pluginów wnoszących do aplikacji nową funkcjonalność. Formularze noszą nazwę widoków (ang. view). Widoki można grupować tworząc perspektywy (ang. perspective).

## Dodatkowa funkcjonalność
Główne cechy jakie dostarcza framework to:
- skalowalna architektura,
- dynamiczne dodawanie, usuwanie i uaktualnianie pluginów,
- system pomocy,
- mechanizm modyfikowania wyglądu aplikacji przez zakotwiczanie widoków w różnych częściach ekranu